# شاين رينولدز
شاين رينولدز (بالإنجليزية: Shane Reynolds)‏ هو لاعب كرة قاعدة أمريكي، ولد في 26 مارس 1968 في باستروب في الولايات المتحدة.

## وصلات خارجية
- شاين رينولدز على موقعبيزبول رفرنس.كوم (الدوري الرئيسي) (الإنجليزية)
- شاين رينولدز على موقعبيزبول رفرنس.كوم (الدوري الثانوي) (الإنجليزية)
- شاين رينولدز على موقع مشجعي الرسوم البيانية (الإنجليزية)
- شاين رينولدز على موقع قاعة لويزيانا للمشاهير الرياضية (الإنجليزية)